# Cascata dell'Infernaccio
La cascata dell'Infernaccio è una cascata generata dal salto che fanno le acque del fiume Rigo, ad un certo punto del loro percorso verso il Tevere.
Tale punto, è situato in una delle forre più profonde del Lazio, così impervie da meritarsi il nome di Gole dell'Infernaccio.
L'acqua del fiume in questa zona si arricchisce di sostanze minerali a base di ferro che, depositandosi poi lungo il percorso, lasciano una colorazione rossastra, che contrasta con il colore bianco assunto dall'acqua durante il salto e con il verde della vegetazione circostante. Lo spettacolo del salto è reso suggestivo dal rumore dell'acqua che precipita da circa venti metri d'altezza.
Per la sua bellezza, la piccola cascata si è meritata anche il nome di "La Perla dell'Infernaccio".
Non è consigliabile avventurarsi alla ricerca della cascata, per seri motivi di sicurezza legati alla precaria stabilità delle rupi e per la difficoltà del percorso.
Recentemente (aggiornamento giugno 2021) una grossa massa rocciosa si è staccata dalla parete in prossimità della cascata ostruendo parzialmente il corso del fiume e formando un piccolo invaso.